# Usshers vliegenvanger
De Usshers vliegenvanger (Bradornis ussheri, synoniem: Muscicapa ussheri) is een vogelsoort uit de familie Muscicapidae (vliegenvangers).

## Verspreiding en leefgebied
Deze soort komt voor in westelijk Afrika van Sierra Leone tot Ghana en Nigeria.